# Stompe grondwaterslak
De stompe grondwaterslak (Avenionia roberti) is een slakkensoort uit de familie van de Hydrobiidae. De wetenschappelijke naam van de soort is voor het eerst geldig gepubliceerd in 1967 door Boeters.